# Nairn and Hyman
Nairn and Hyman to gmina (ang. township) w Kanadzie, w prowincji Ontario, w dystrykcie Sudbury.
Powierzchnia Nairn and Hyman to 159,03 km².
Według danych spisu powszechnego z roku 2001 Nairn and Hyman liczy 420 mieszkańców (2,64 os./km²).